# Мубарраз (месторождение)
Аль-Мубарраз (англ. Al Mubarraz) — нефтегазоконденсатное месторождение в ОАЭ. Открыто в 1969 году. Плотность нефти составляет 0,8201-0,8602 г/см³ или 33-41° API. Содержание серы составляет 1,5 %. Начальные запасы нефти составляют 160 млн тонн, а газа — 100 млрд м³.
Оператором месторождении является арабская нефтяная компания Abu Dhabi National Oil Company.